# Бойко Іван Дмитрович
Іван Дмитрович Бо́йко (12 квітня 1941, Івангород, тепер Христинівський район, Черкаська область, Україна — ? США) — український радянський партфункціонер та господарник. Перший секретар Тернопільського обкому КПУ в 1990—1991 роках.

## Біографія
Народився у багатодітній селянській родині. Після закінчення школи з 1958 року працював колгоспником, помічником бригадира, бригадиром рільничої бригади колгоспу в Христинівському районі Черкащини.
Член КПРС з 1961 року. У 1965 році закінчив Уманський сільськогосподарський інститут (спеціальність учений-агроном). Отримав скерування у Козівський район Тернопільщини, де працював у 1965 році старшим агрономом Козівського районного виробничого управління. У 1965—1966 роках — служба в Радянській армії. З 1966 року працює старшим агрономом Козівського районного сільськогосподарського управління, головою колгоспу імені Шевченка, головним агрономом колгоспу «60 річчя Жовтня», начальником Козівського районного сільськогосподарського управління, заступником керуючого Козівського районного об'єднання «Сільгосптехніка» Тернопільської області. У 1979—1984 роках — директор Бучацького радгоспу-технікуму (нині Бучацький фаховий коледж). У 1984—1985 роках — 2-й секретар Бучацького районного комітету КПУ Тернопільської області. У 1985—січні 1990 — 1-й секретар Бучацького районного комітету КПУ Тернопільської області.
У січні 1990 році затверджений головою Тернопільського обласного комітету народного контролю. У 1990 році обраний головою Бучацької районної Ради.
З 15 вересня 1990 року до серпня 1991 року — 1-й секретар Тернопільського обласного комітету КПУ. Після заборони діяльності КПУ у серпні 1991 році вісім місяців був безробітним.
З травня 1992 року — директор Бучацького цукрового заводу.
Виїхав до США, де помер.

## Сім'я
Одружений, мав 2-х дітей, зокрема, дочку Світлану.